# Santiago Salcedo
Santiago Salcedo, paragvajski nogometaš, * 6. september 1981, Asunción, Paragvaj.
Za paragvajsko reprezentanco je odigral šest uradnih tekem.